# Mohammed Taqi Moayed
Mohammed Taqi Moayed (persisch محمدتقی مؤید; * 1954) ist ein iranischer Diplomat im Ruhestand.

## Leben
Von 1979 bis 1987 war er im Bildungsministerium als Lehrer, in verschiedenen anderen Funktionen und schließlich als Staatssekretär beschäftigt.
1987 trat er in den auswärtigen Dienst. Am 21. April 1987 erhielt er Exequatur als Generalkonsul in Manchester. Die Geschehen entwickelten sich zuungunsten des Generalkonsulats. Im Mai 1986 lehnte die britische Regierung Hussein Malouk als iranischen Geschäftsträgers in London ab, da dieser Teilnehmer der Geiselnahme von Teheran war. Worauf die iranische Regierung die Ernennung von Hugh James Arbuthnott als Leiter der britischen Interessenvertretung in der schwedischen Botschaft in Teheran blockierte. Schließlich wurde ein Vizekonsul des Generalkonsulats in Manchester des Ladendiebstahls bezichtigt und das Generalkonsulat geschlossen.
Von Januar 1988 bis Oktober 1988 war er Botschafter in Den Haag.
Von 2000 bis 2003 war er Botschafter in Athen.
Von 2007 bis 2011 war er Botschafter in Tunis.
Am 25. Dezember 2014 wurde er zum Botschafter in Rabat ernannt, wo er am 29. Juni 2015 von Mohammed VI. (Marokko)  zur Entgegennahme seines Akkreditierungsschreiben empfangen wurde und bis 1. Mai 2018 akkreditiert war.